# Мирковско заемодавно, спестовно и земеделческо дружество „Орало“
Мирковското заемодавно, спестовно и земеделческо дружество „Орало“ е първата българска кооперация, създадена по идея на Тодор Влайков и училищния настоятел Тодор Йончев в село Мирково, Пирдопско.
Създаденото през 1862 г. сдружение „Мирковски вакъф“ в село Мирково се явява предшественик на дружеството „Орало“. Този вакъф е предкооперативна форма на сдружаване. Решенията на управителният му съвет трабвало да се взимат с пълно единодушие. По тази причина печатът му се състои от четири отделни части, събирани в едно цяло от ръкохватката му. Така за да стане един документ официален, трябва всеки един член на Управителния съвет да предостави своята част от печата и така да се подпечати той.
Със създаването на дружеството на 26 октомври 1890 г. се поставя и началото на органираното кооперативно движение в България. Макар и да нямал богат опит в тази сфера, Тодор Влайков имал все пак известни познания за кооперативните сдружения, които той получил от руски книги и брошури по аграрния въпрос. Тъй като земеделските стопани в България имали нужда преди всичко от кредитни организации, той посъветвал местните селяни да учредят кооперативно дружество в своето село, като по този начин земеделските стопани от Мирково ще се подпомагат взаимно за развитието на земеделския сектор не само в района, но и в цялата страна.